# Club Bádminton Maó
El Club Bádminton Maó se fundó el año 1994. En un principio como sección del Club de Natación de Mahón, pero a los pocos años acabó como club independiente. Empezó como un entretenimiento, y con el tiempo empezó a convertirse en un club conocido a nivel nacional.
Actualmente milita en Primera Nacional, la categoría de plata de la Liga Nacional de Clubes de España.
Entre los logros de jugadores que han militado en el club, destacan los campeonatos de España infantil y cadete logrados por Joan Montoya, o los de veteranos logrados por Toni Arcas y Esther García. Actualmente Eric Navarro y Laia Foguet están dentro del grupo de trabajo de la selección española sub-17 y han acudido a numerosas concentraciones con la selección sub-15. Laia Foguet, además, ha competido en campeonatos internacionales sub-15, como el de Burdeos, en el que llegó a la final en la modalidad de dobles femenino.
Es una de las grandes canteras españolas, con muchos jugadores bien situados en el ranking nacional sub-15 y sub-17.

## Trayectoria
| Temporada | Competición      | Clasificación    |
| --------- | ---------------- | ---------------- |
| 2006/07   | Primera Nacional | Permanencia      |
| 2005/06   | Primera Nacional | Cuartos de final |
| 2004/05   | 2.ª División     | Cuartos de final |
| 2003/04   | 2ª División      | Semifinales      |

### Primer equipo
- Abel Hernández
- Albert Navarro
- Pepe Costa
- Carlos Daroca
- Eric Navarro
- Alba Gasa
- Olga Caballero
- Laia Foguet
- Gloria Pons

EntrenadorCarlos Daroca y Pepe Costa